# 保利娜·斯托特
保利娜·斯托特（英語：Pauline Stott，1968年12月28日—），旧姓罗伯逊（Robertson），英国女子曲棍球运动员。她曾代表英国参加1996年和2000年夏季奥林匹克运动会曲棍球比赛，分别获得第四名和第八名。